# KWrite
KWrite és un editor de text lliure per KDE que és part del paquet kdebase. Recentment s'ha distribuït amb Kate i per això el seu codi font es troba al directori kate/.

## Característiques
- Exportació a HTML
- Bloqueig del mode selecció
- Seguiment de codi
- Marcadors o punts
- Ressaltat de sintaxi
- Possibilitat d'escollir la codificació (no la detecta automàticament, sinó que sempre usa la predefinida del sistema en obrir el fitxer, independentment de la seva codificació)
- Mode de selecció de fi de línia segons (Unix, Windows, Macintosh)
- Autocompletat de paraules